# سادجوآواتو
سادجوآواتو (به لاتین: Sadjoavato) یک منطقهٔ مسکونی در ماداگاسکار است که در آنتسینانا دوم واقع شده‌است. سادجوآواتو ۶٬۷۰۵ نفر جمعیت دارد و ۲۴۹ متر بالاتر از سطح دریا واقع شده‌است.